# Ганнівка (Ніжинський район)
Га́ннівка (до 1897 року — Неговіївка) — село в Україні, у Макіївській сільській громаді Ніжинського району Чернігівської області. Населення становить 157 осіб. Орган місцевого самоврядування до 2015 року — Ганнівська сільська рада, з 2015 року — Макіївська сільська рада. Ганнівка є центром Ганнівського старостинського округу Макіївської громади. В старостинський округ входять села Ганнівка, Вербове, Кленове, Степове.
Село засноване у першій половині ХІХ століття. У 1866 році мало 14 дворів та 89 жителів, а у 1897 році — 38 дворів і 213 жителів.
05.02.1965 Указом Президії Верховної Ради Української РСР передано сільради Бобровицького району: Ганнівську та Софіївську — до складу Носівського району.
До 2015 року Ганнівка була адміністративним центром Ганнівської сільської ради, куди входили села Ганнівка, Вербове (Носівський район), Кленове (Носівський район), Степове (Носівський район), а до 2013 року — село Бекарщина (виключене з облікових даних рішенням Чернігівської обласної ради від 29 березня 2013 року, як таке, де ніхто не проживає).
В зв'язку з адміністративно-територіальною реформою 1 вересня 2015 року було створено Макіївську сільську об'єднану територіальну громаду, до якої приєдналась і Ганнівка.
У селі народилась українська лижниця, володар малого кубку світу із лижних гонок Шевченко Валентина Євгенівна.
В селі наявний великий ставок, працює фельдшерський-акушерський пункт після реконструкції, магазин та сільський будинок культури.

## Галерея пам'ятників

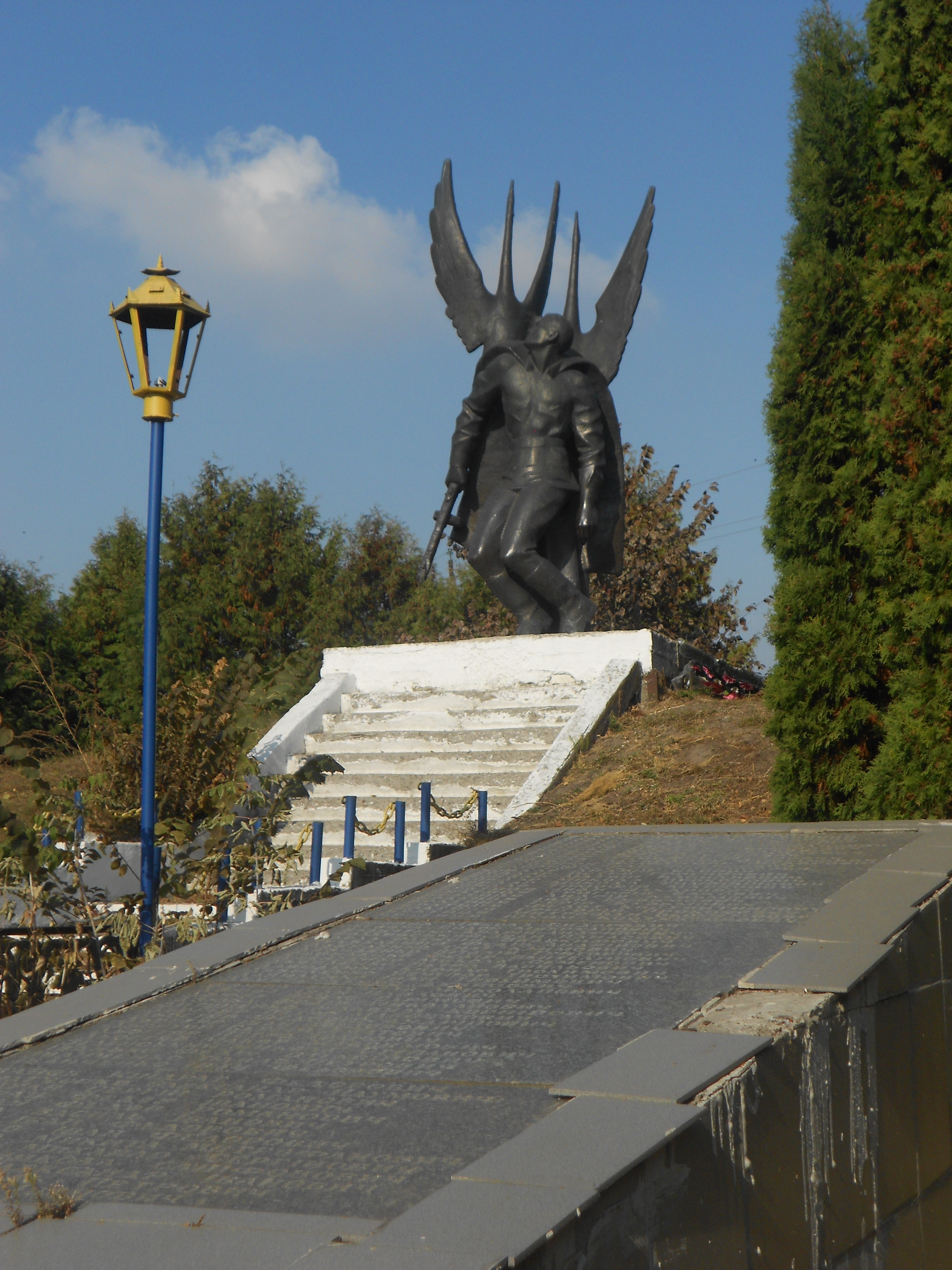
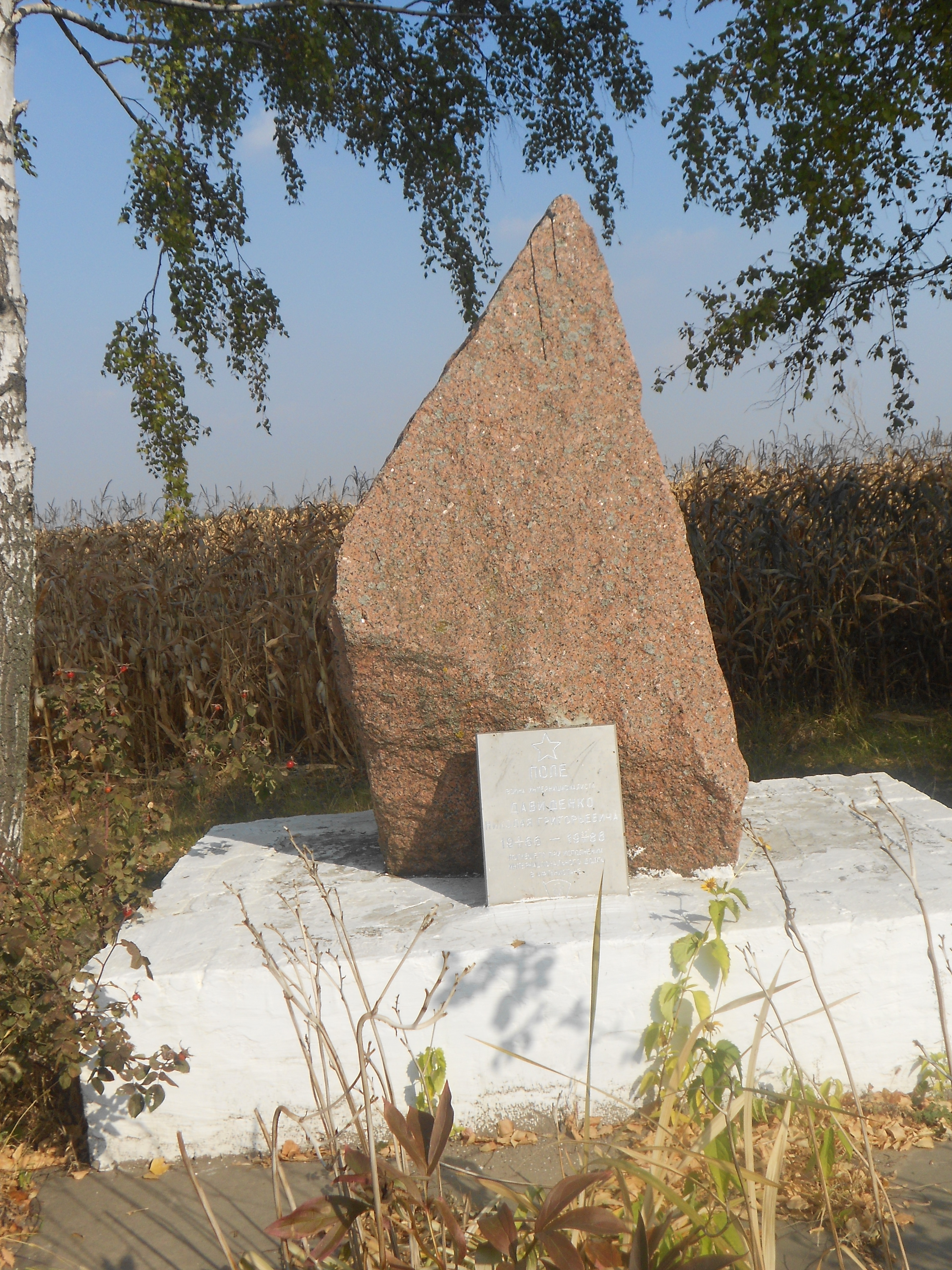
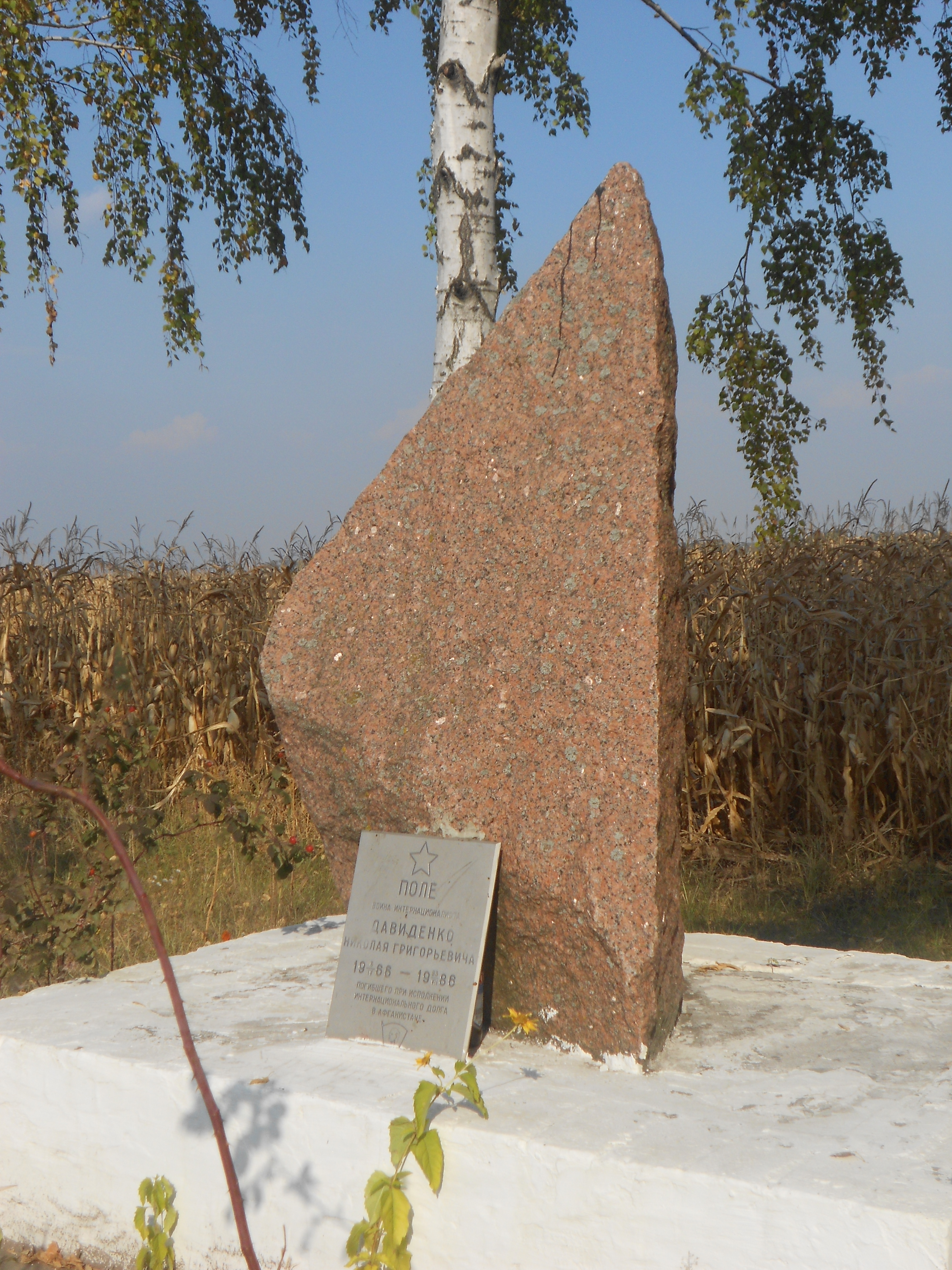
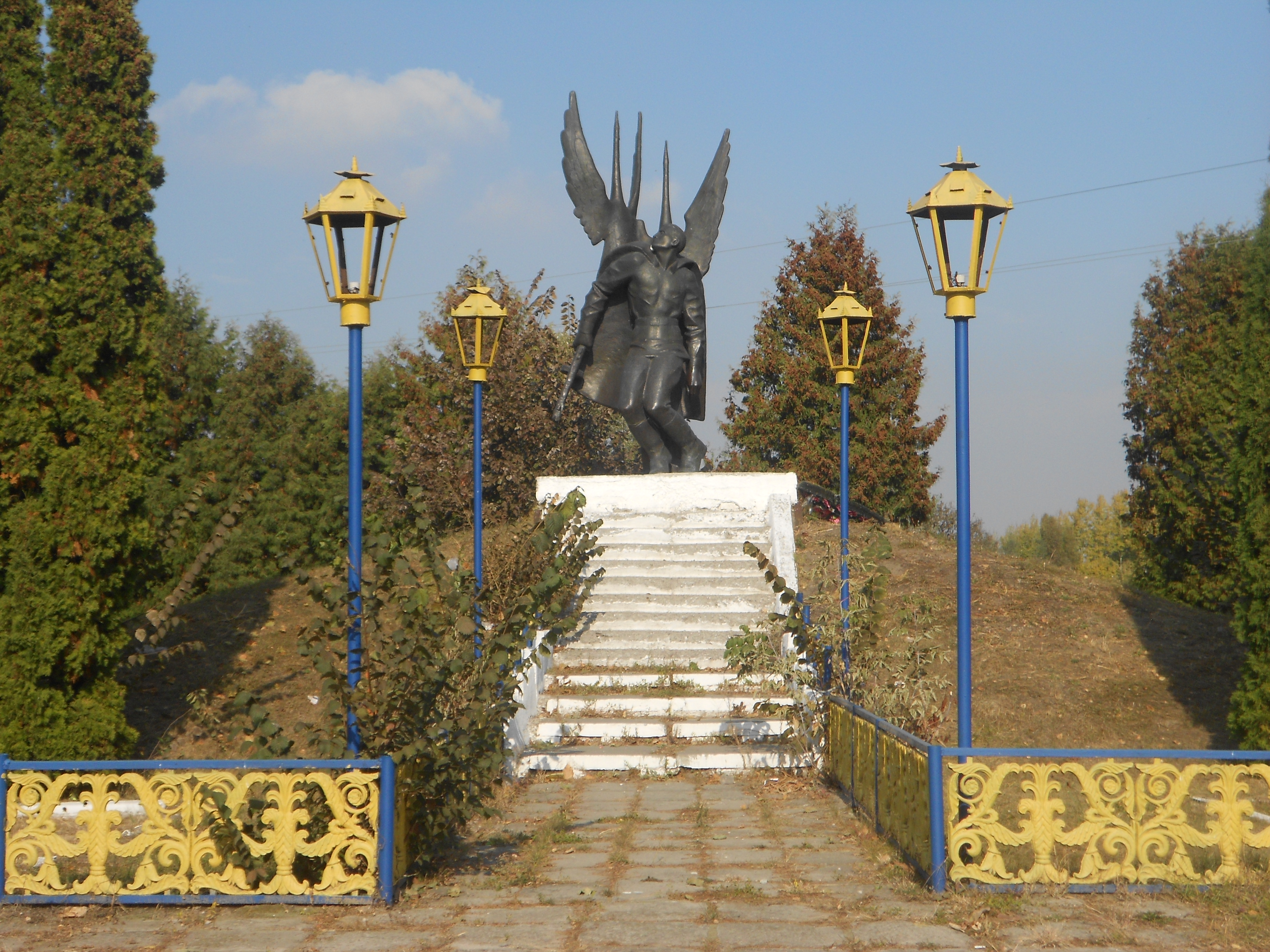
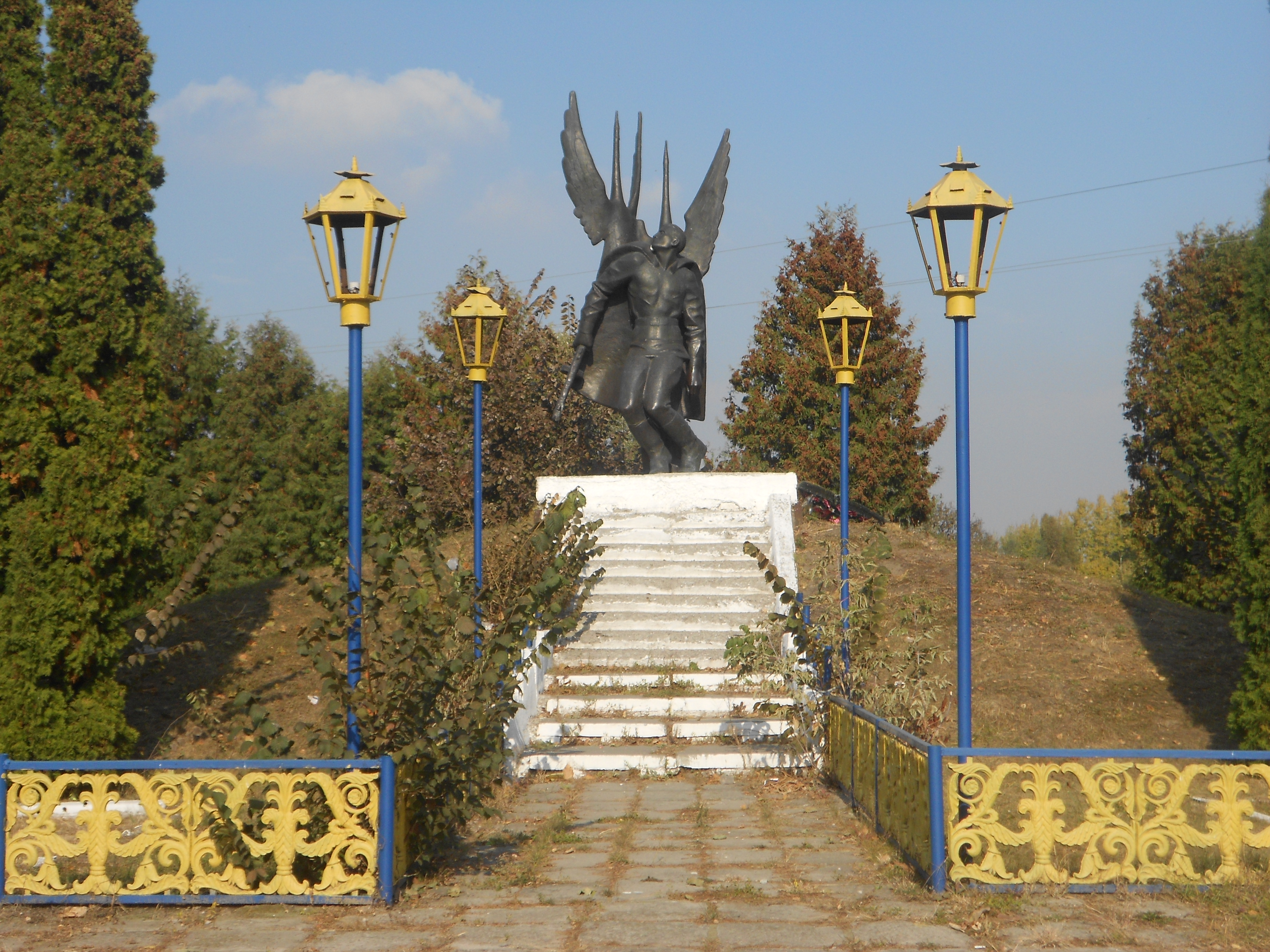
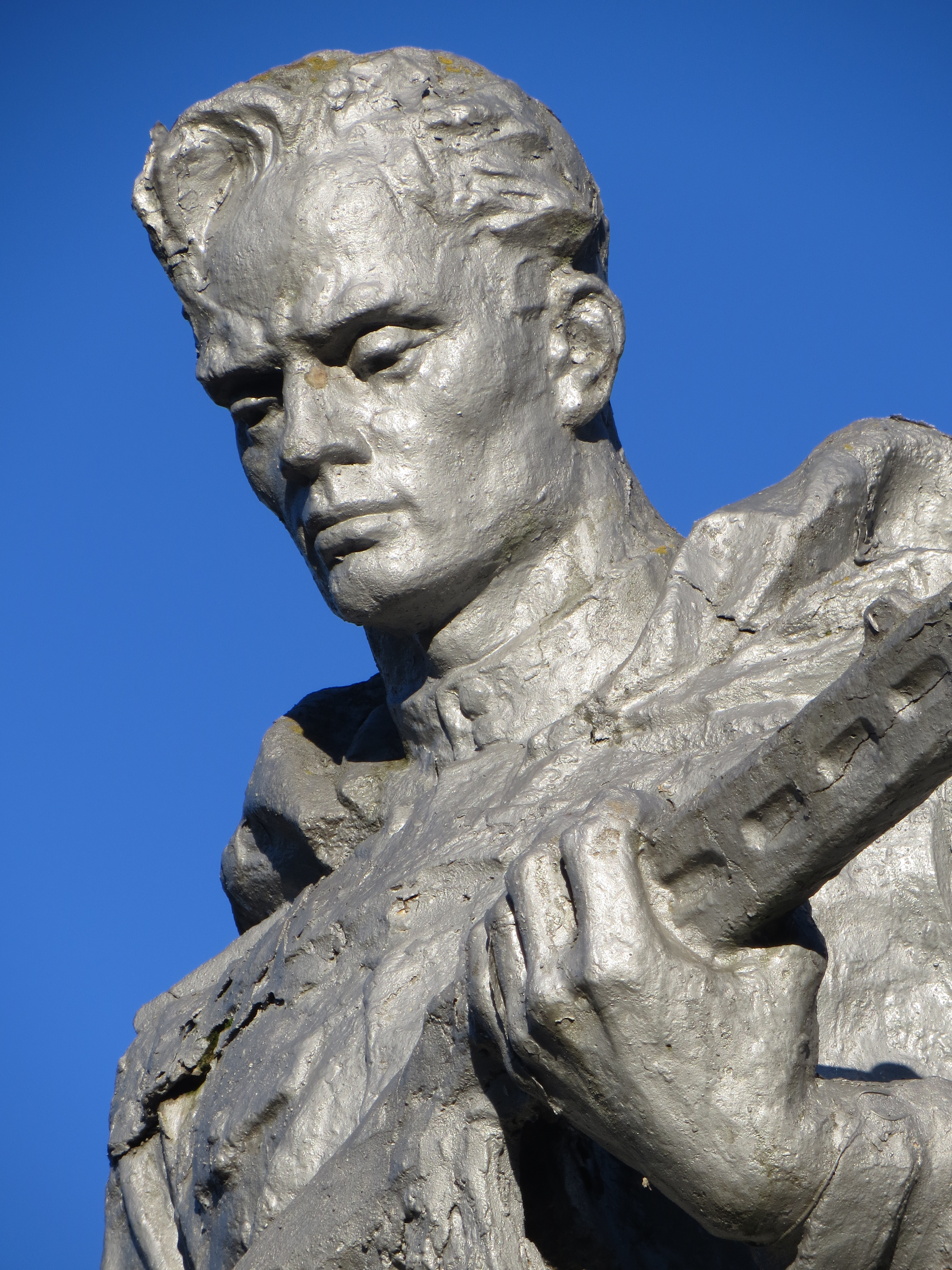
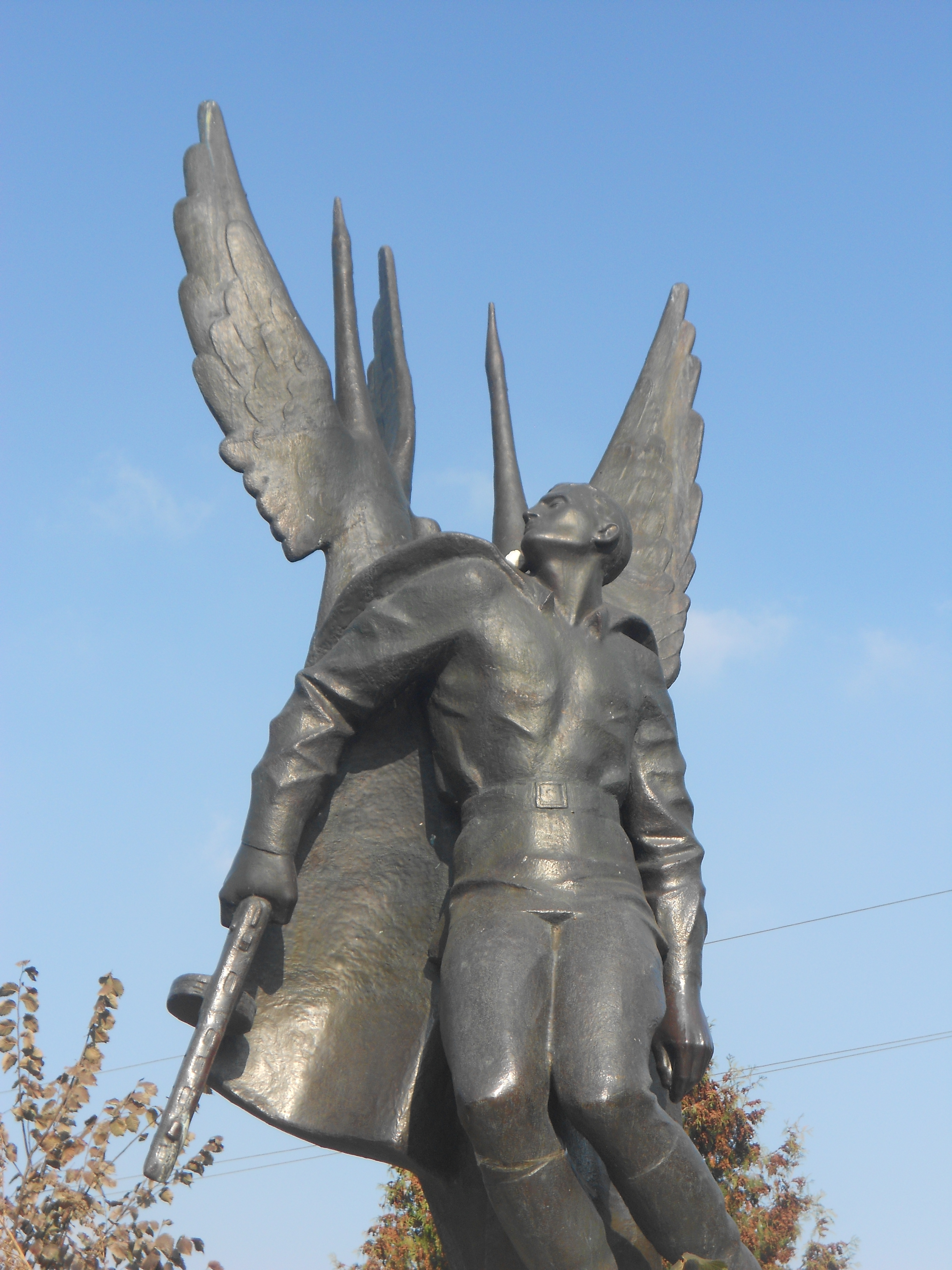
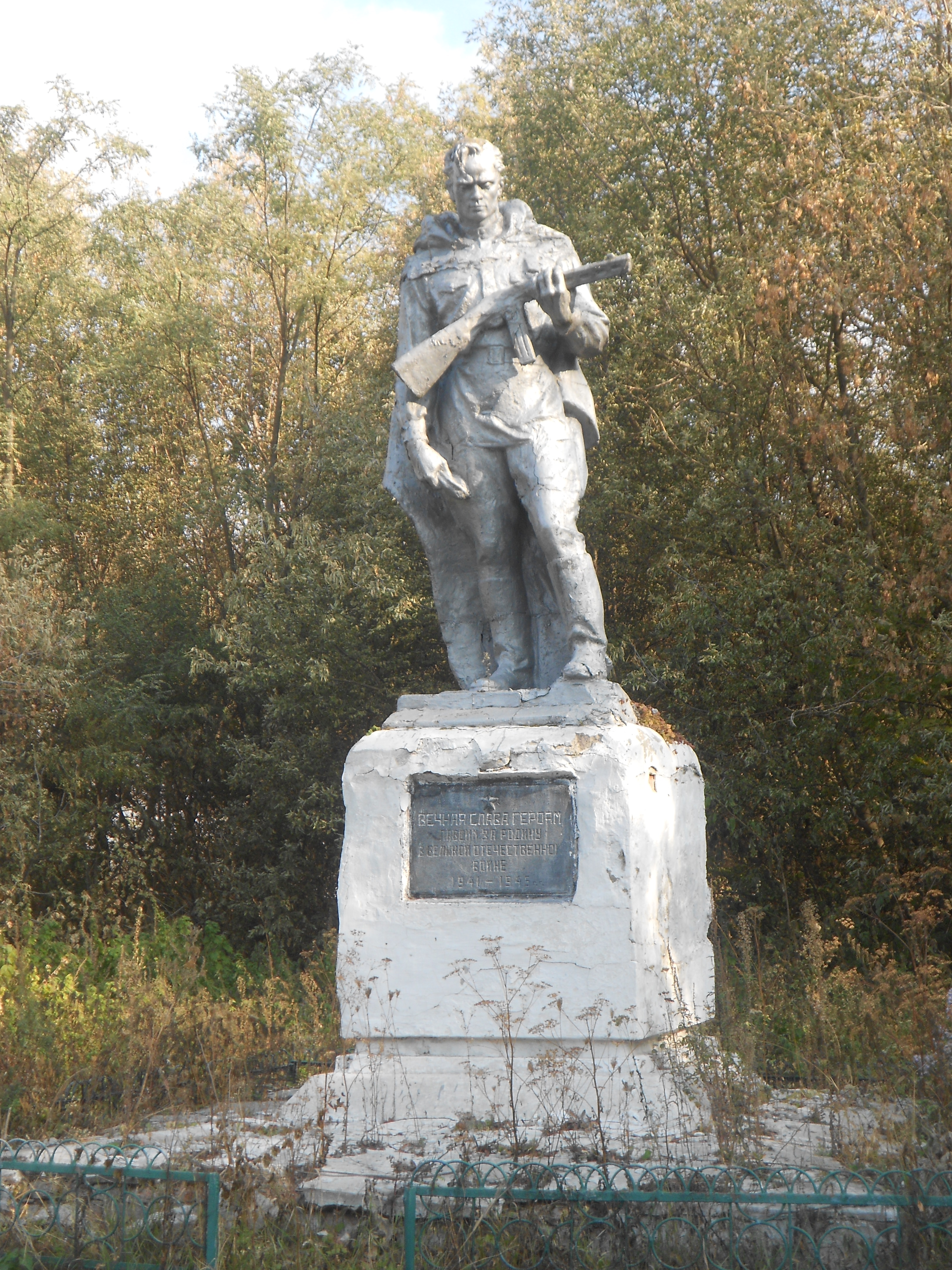
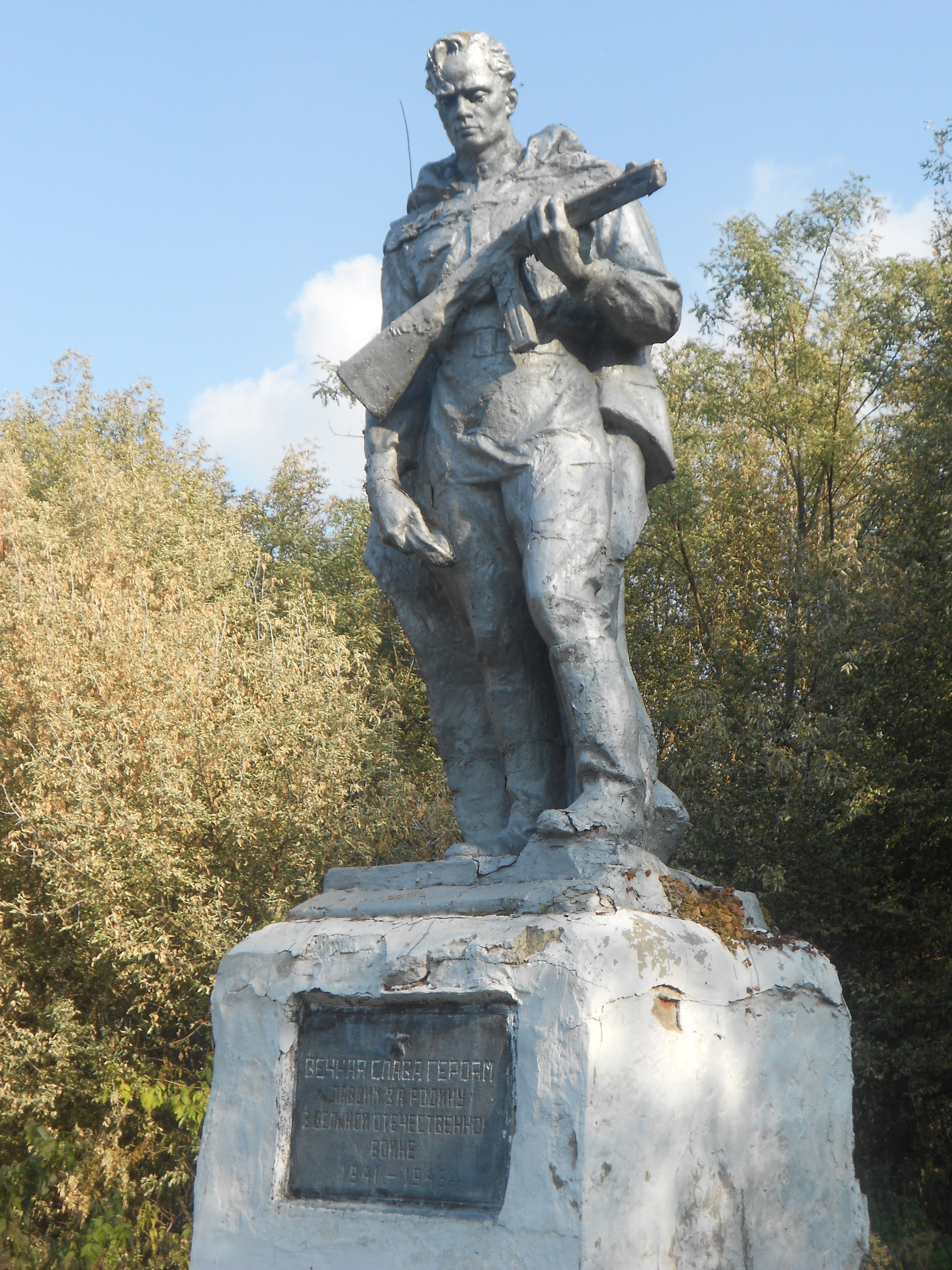
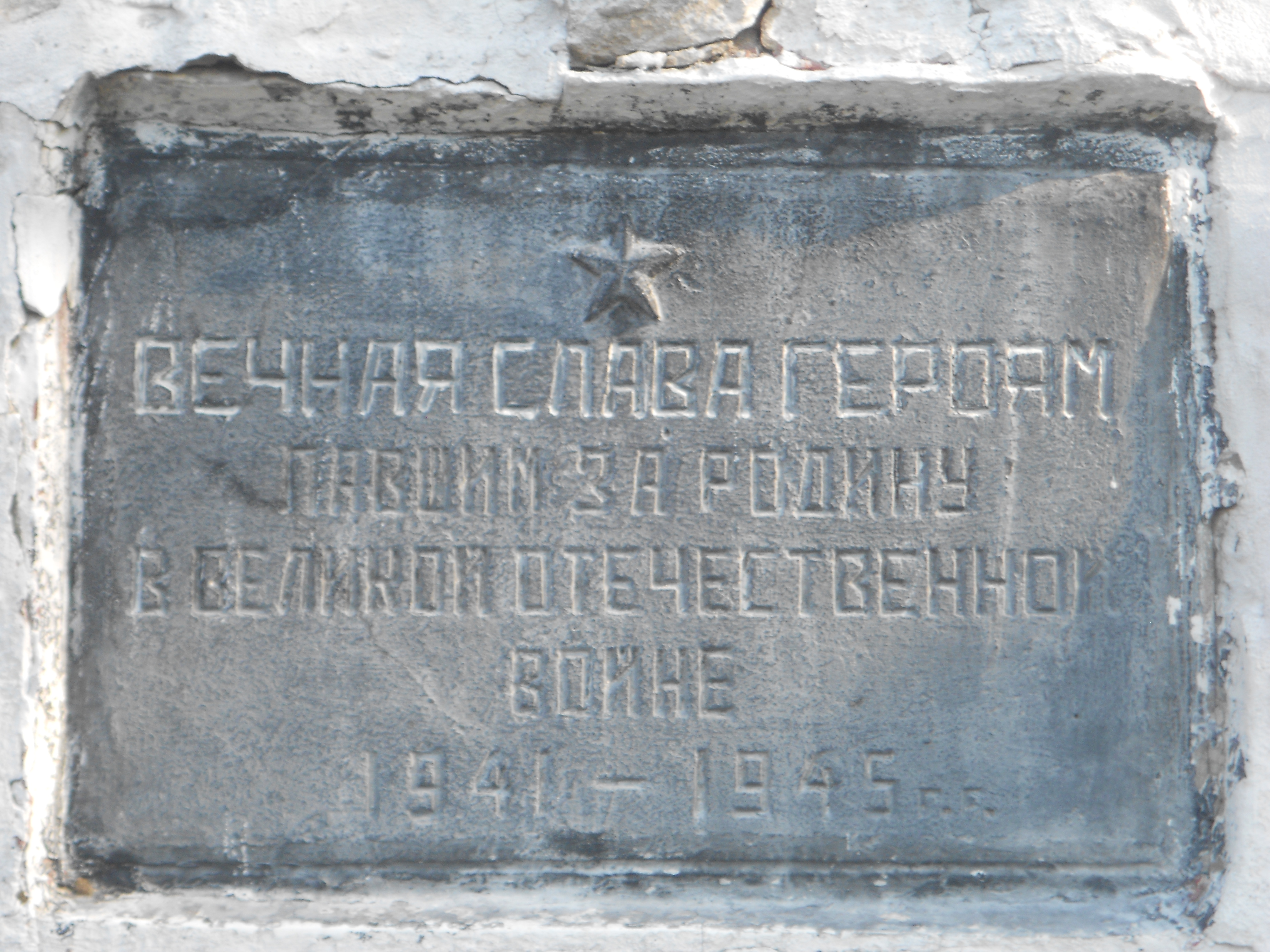
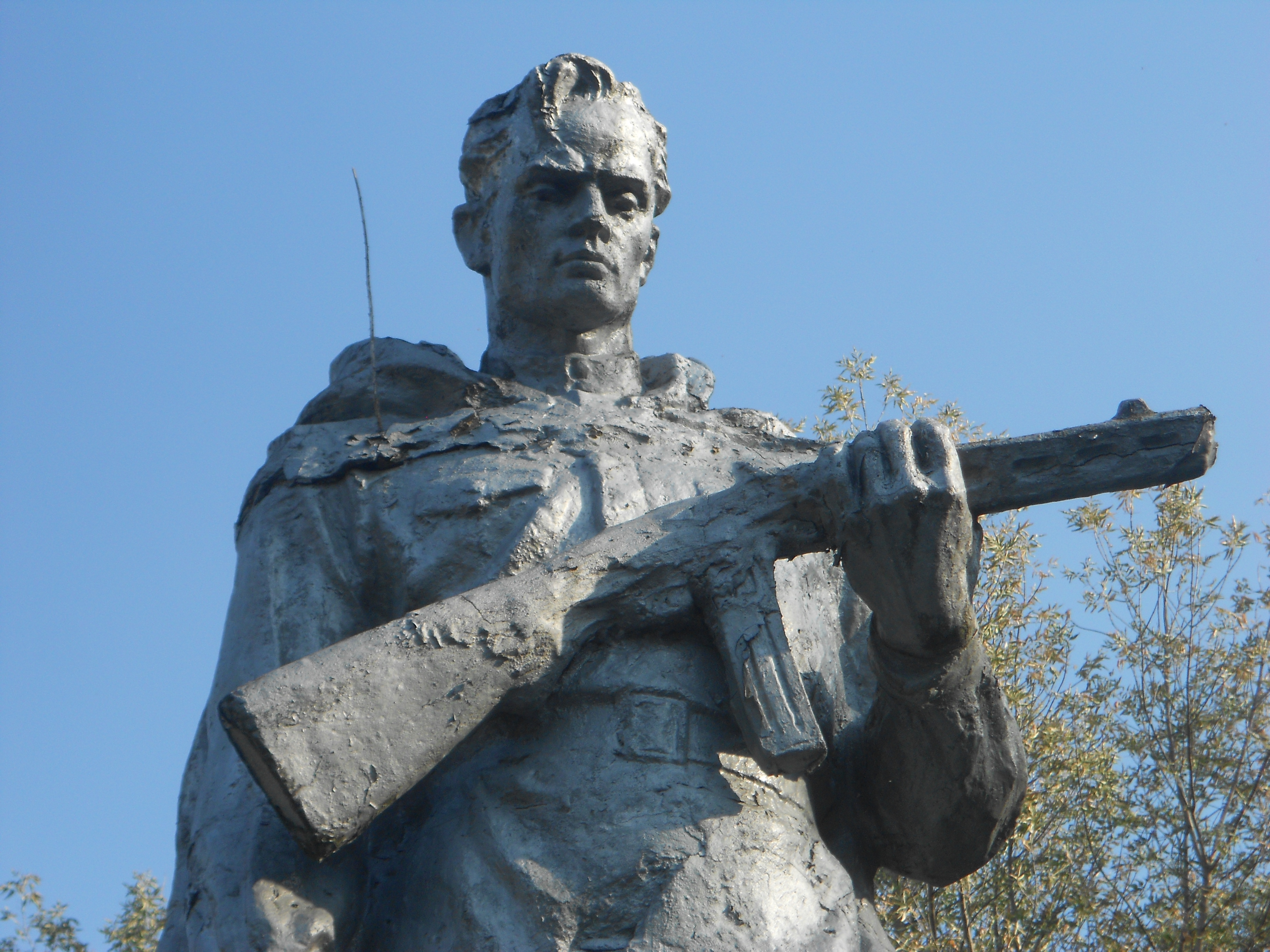
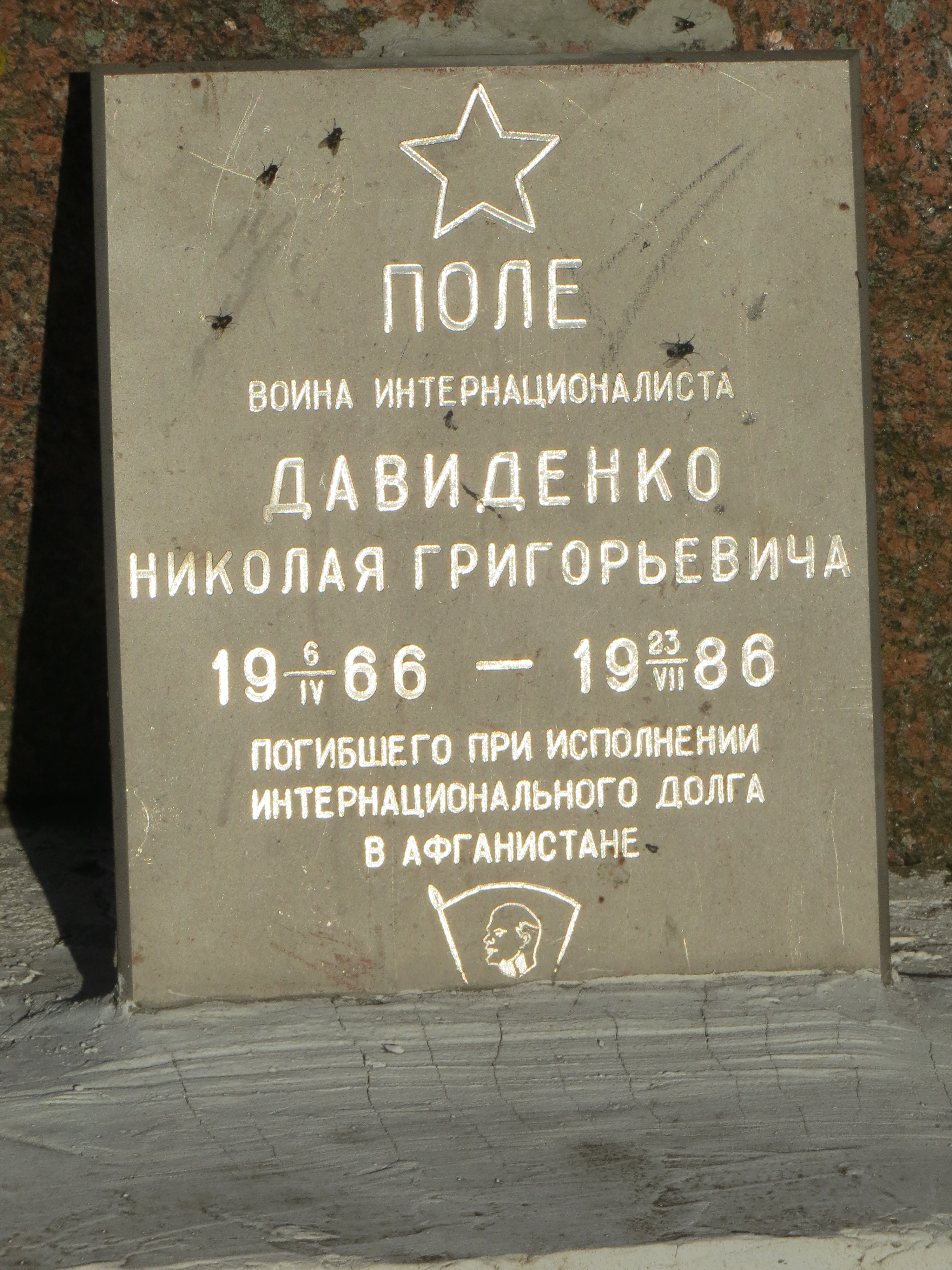
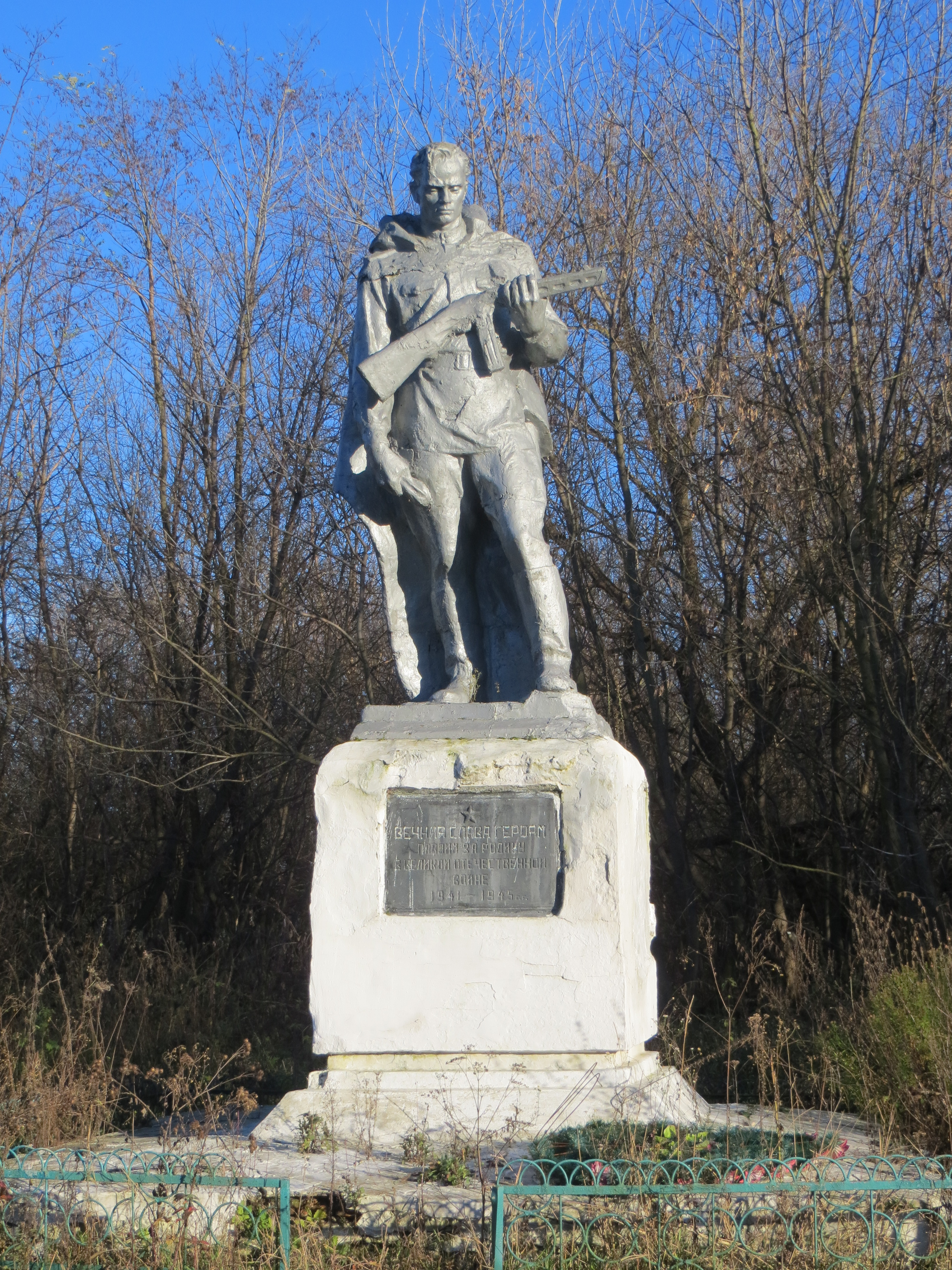
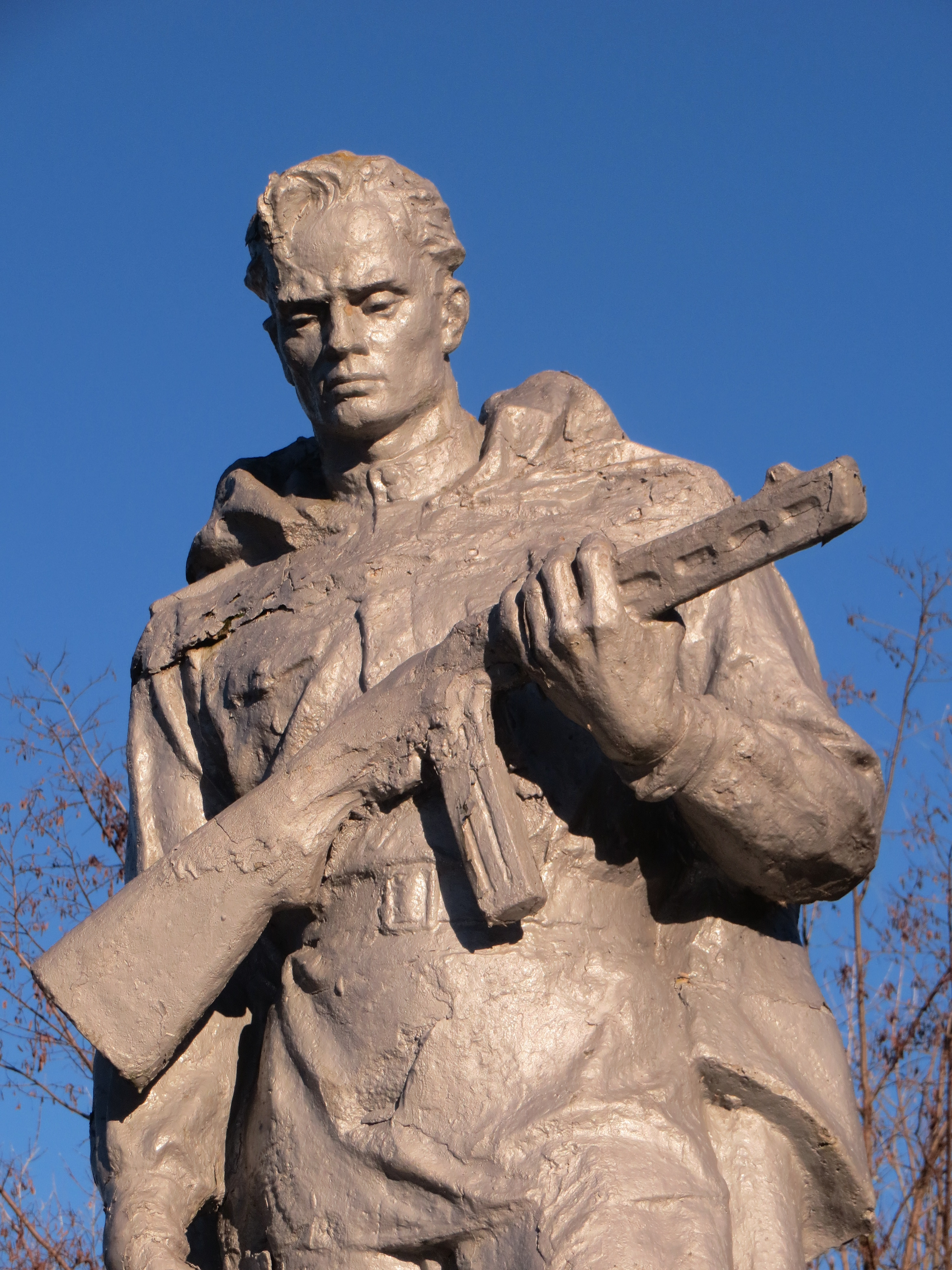